# Алжирски грађански рат
Алжирски грађански рат је био сукоб између алжирске владе и више међусобно супротстављених исламистичких група. Укупно је погинуло између 150.000 и 200.000 људи, а рат је трајао скоро једанаест година. Иако је сукоб био завршен победом владиних снага након предаје Армије исламског спаса 2002. године, повремено се јављају мањи сукоби са остацима побуњеничких снага.

## Рат
Сукоб је почео у децембру 1991. када је алжирска влада поништила прве парламентарне изборе у тој земљи јер су резултати након првог круга указивали на победу Фронта исламског спаса (ФИС). Након поништавања избора ФИС је забрањен, а хиљаде чланова странке је ухапшено. Као одговор на хапшења појавило се неколико исламистичких герилских група, међу којима су се истицале Исламски оружани покрет (МИА) који је своје базе имао у планинама и Наоружана исламска група (ГИА) која је имала већину у градовима Алжира. У почетку су побуњеници нападали полицију и војску, али неке су групе почеле са нападима на цивиле. Године 1994, након преговора између владе и затворених вођа ФИС-а ГИА је објавила рат ФИС-у и његовим следбеницима. Међу мањим групама је дошло до комешања, а као нови савезник ФИС-а појавила се Армија исламског спаса (АИС).

## Председнички избори 2004. и амнестија
Ослобађање ФИС вођа, Маданија и Белхадја, 2003. није имало значајног ефекта на ситуацију, илуструјући ново поверење у владу које је продубљено председничким изборима 2004. Тада је Абделазиз Бутефлика поново изабран са 85% подршке две главне странке, а гласање је потврдило подршку народа Бутефликиној политици према герилцима и успешном спречавању насиља широких размера.
Септембра 2005. национални референдум је одржан о амнестији, сличан закону из 1999, да би се зауставило правно гоњење особа које се више не боре и да се пружи компензација породицама људи убијених од стране владиних снага. Контроверзна Повеља о миру и националном опоравку је усвојена са 97% подршке и 80% учешћа. Услови под којим се одвила кампања у Алжиру су били нападани од француске штампе, првенствено „Ле Монд“ и „Л'иманите“.
Правник Али Мерабет, на пример, оснивач Сомуд-а, невладине организације која заступа породице несталих се противио Повељи којом би се "жртве натерале на опрост“. Забринут је да време ФИС-а није прошло и напомиње да, иако га људи не подржавају, пројекат ФИС-а, којег пориче као исламски, још увек постоји као претња.
Предлог је имплементован Председничким декретом фебруара 2006. и усвојен 29. септембра исте године. Посебно контроверзно је било пружање имунитета бившим герилцима који су се сами предали (за све осим најгорих злочина) и војним лицима (за било коју акцију "брањења нације"). Према алжирским новинама „Ел Хабар“, под овим условима предало се преко 400 ГСПЦ герилаца, а укупан број герилаца 2005. се процењивао између 300 и 1000. Међународна федерација за људска права (ФИДХ) се противила амнестији
Борбе су наставиле да јењавају али стање опште опасности је било на снази Елементи унутар Фронта националног ослобођења (ФЛН) су предлагали промену устава тако да дозволе Бутефлики да се кандидује и трећи пут.